# Hemidactylus laevis
Hemidactylus laevis es una especie de gecos de la familia Gekkonidae.

## Distribución geográfica
Es endémica del norte de Somalia.